# Studentenchor Vivat academia
Der Studentenchor Vivat academia ist ein gemischter Studentenchor in Leipzig.

## Geschichte
Der Studentenchor Vivat academia Leipzig wurde 1954 durch den Studenten Jürgen Morgenstern gegründet. Er ging aus dem Institut für Bohemistik hervor und war damals dem Bereich Theoretische und angewandte Sprachwissenschaften der Universität Leipzig angeschlossen. Der Chor trug fast vier Jahrzehnte den Namen Ensemble Pawel Kortschagin. Zum Repertoire gehörten unter anderem berühmte Operettenchöre, Studentenlieder sowie deutsche und internationale Volkslieder. In den 60er Jahren des vorigen Jahrhunderts wurden von dem Ensemble mehrere Operetten bzw. Musicals einstudiert und aufgeführt (u. a. "Freier Wind" von Isaak Dunajewski 1961 und 1967, "Mein blauer Himmel" von Gyöngg, "Die Glocken von Corneville" von Robert Planqueth 1964, "Harlem-Melodie" von Vojtech Cach 1966 und La Périchole). Im Juli 1967 führte das Studentenensemble eine Auslandsreise nach Kiew und auf die Krim. Mehrmals war es bei den Arbeiterfestspielen der DDR vertreten.
Ab 1976 von Dieter Graubner geleitet, entwickelte er sich im Laufe der Zeit zum heutigen Studentenchor, der seit 1991 den Namen Vivat academia trägt, der dem Studentenlied Gaudeamus igitur entlehnt ist. Er vereint derzeitige und ehemalige musikbegeisterte Studenten aller Leipziger Hochschulen. 1984 führte der Chor des Leipziger Opernhauses gemeinsam mit Orchester und Solisten in Borna Robert Planquettes Operette „Die Glocken von Corneville“ auf. Im selben Jahr folgten Tonaufnahmen für den Fernseh-Vierteiler „Johann Sebastian Bach“ (DDR/Ungarn) mit Ulrich Thein und ein Jahr später gemeinsam mit dem Leipziger Universitätschor unter Leitung von Max Pommer eine Aufführung von Orffs „Carmina Burana“ im Leipziger Gewandhaus.
Anfang der 90er Jahre unternahm der Chor regelmäßig Chorreisen nach Südfrankreich, 1990 wirkten die Sängerinnen und Sänger am Musikfestival in St. Vidal (Frankreich) sowie an der Aufführung der Oper „Orfeo negro“ und Konzerten in Dresden mit. Im Frühjahr 2000 war Vivat academia an der Uraufführung des Musicals „Die Nachtigall und die Rose“ nach einem Märchen von Oscar Wilde beteiligt. Im Jahr 2004/05 initiierte der Chor einen Austausch mit dem tschechischen Frauenchor Cantica Bohemica, der unter anderem eine Konzertreise nach Tschechien beinhaltete. Der Studentenchor ist heute an der Hochschule für Telekommunikation Leipzig ansässig.

## Konzerte/Repertoire
Das Chorrepertoire umfasst Werke vieler Epochen, vom Barock bis zum 20. Jahrhundert. Höhepunkte der vergangenen Jahre waren neben einer CD-Produktion im Mendelssohn-Saal des Gewandhauses unter anderem die Mitwirkung an den Leipziger Universitätsmusiktagen, Konzerte und Galaveranstaltungen in der Alten Handelsbörse, im Gewandhaus, in der Nikolaikirche, der Peterskirche sowie der Thomaskirche. Dabei wirkte der Chor unter anderem bei Aufführungen der Weihnachtsoratorien von Johann Sebastian Bach und Camille Saint-Saëns sowie des Messias von Georg Friedrich Händel mit. Der Studentenchor arbeitet eng mit anderen Leipziger Chören, namhaften Solisten und Orchestern wie der Kammerphilharmonie Leipzig zusammen.

## Chorleiter
- 1954–1976: Jürgen Morgenstern
- 1976–1997: Dieter Graubner
- 1997–2000: Claudia Maria Laule, Gunter Berger
- 2000–2005: Ulrich Barthel
- seit 2005: Marcus Friedrich